# Giuliano Bonfante
Giuliano Bonfante (Milà, 6 d'agost de 1904 - Roma, 7 de setembre de 2005) fou un lingüista italià, especialista en indoeuropeística i seguidor del mètode de la neolingüística.

## Vida i obra
Bonfante fou fill del jurista i historiador del dret Pietro Bonfante. Va estudiar lingüística indoeuropea però amb la pujada del feixisme al poder, va deixar Itàlia i fou professor a Ginebra i als Estats Units (a Princeton) durant els anys 40 i 50; allí fou fundador de la International Linguistic Association. Després de la guerra tornà a Itàlia, i fou professor successivament a les universitats de Gènova i Torí, des de 1960 i fins a la jubilació.
El 1969 fou nomenat membre de l'Accademia dei Lincei. Els seus estudis se centraren en l'etrusc, l'hitita i el llatí. També feu estudis sobre llengües romàniques, particularment el romanès. Alguns dels seus treballs els publicà conjuntament amb la seva filla Larissa Bonfante.
Se li dedicà un volum d'estudis en homenatge: Giacomo Devoto et al. (eds.): Scritti in onore di Giuliano Bonfante (Brescia 1976, 2 volums).